# Hyperomyzus ribiellus
Hyperomyzus ribiellus är en insektsart som först beskrevs av Davis 1919.  Hyperomyzus ribiellus ingår i släktet Hyperomyzus och familjen långrörsbladlöss. Inga underarter finns listade i Catalogue of Life.